# Afrovenator
Az Afrovenator (jelentése 'Afrikai vadász', a latin afro- 'afrikai' és venator 'vadász' szavak összetételéből) a megalosaurida theropoda dinoszauruszok egyik neme, amely a középső jura korban élt Észak-Afrikában. Két lábon járó ragadozó volt, éles fogakkal és a mellső lábain három karommal. Az egyetlen ismert csontváz alapján a hossza körülbelül 8 méter, a tömege pedig 1 tonna lehetett.
Egyetlen faját nevezték el, az A. abakensist. A neve ragadozó természetére és afrikai lelőhelyére, egy nigeri területre utal, melynek tuareg neve In Abaka. A nem és a faj eredeti leírása 1994-ben, a Science című neves tudományos folyóiratban jelent meg, Paul Sereno, Jeffrey Wilson, Hans Larsson, Didier Dutheil és Hans-Dieter Sues munkája révén.

## Felfedezés

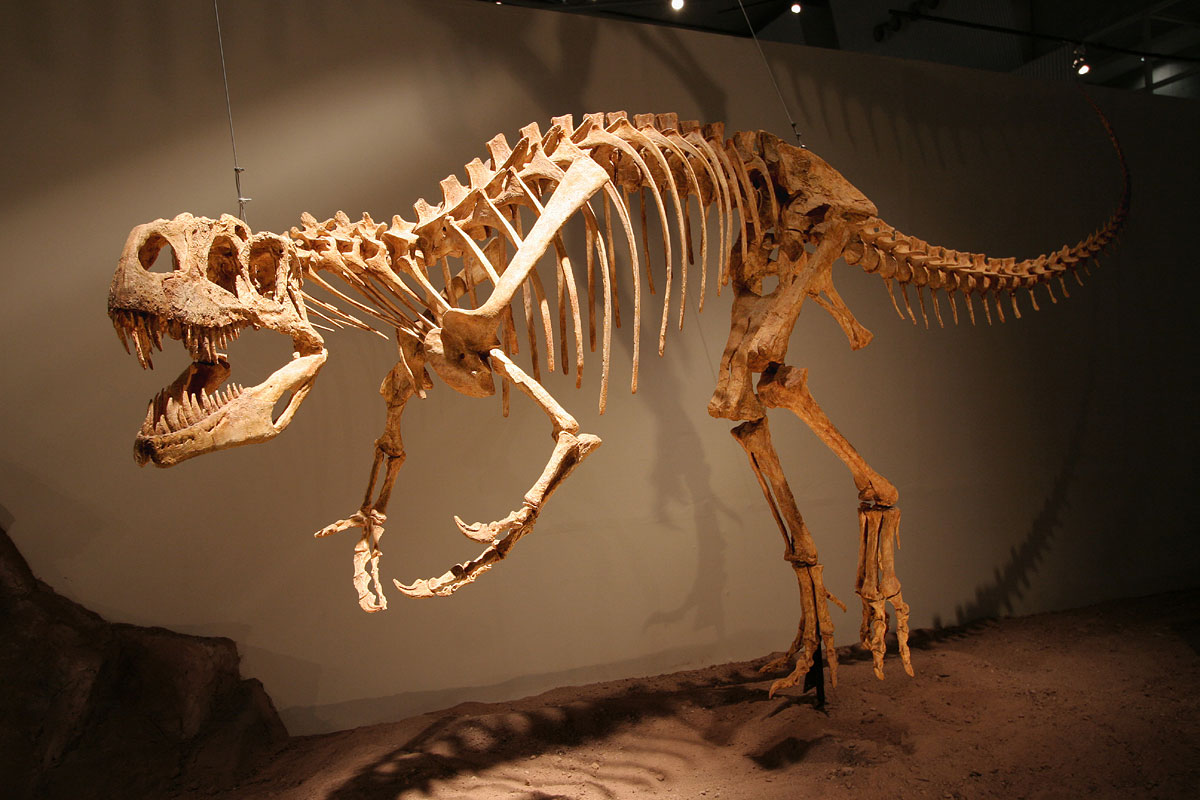
Az Afrovenator csontváza

Az Afrovenator maradványait a Tiourarén-formációban fedezték fel a nigeri Agadezben. A formáció keletkezését eredetileg a kora kréta kori hauterivi–barremi korszakra, mintegy 136–125 millió évvel ezelőttre tették. Azonban később, az üledék átvizsgálása során megállapították, hogy az valószínűleg a középső jura korban jött létre, ebből következően az Afrovenator a bath–oxfordi korszakok idején, 164–161 millió évvel ezelőtt élhetett. A sauropodák közé tartozó Jobaria, amely szintén szerepel az Afrovenator számára nevet adó cikkben, ugyanerről a területről vált ismertté.
Az Afrovenator egyetlen, majdnem teljes csontváz alapján ismert, ami a koponya nagy (alsó állkapocs nélküli) részéből, a gerinc, a kezek és a mellső lábak darabjaiból, egy majdnem teljes medencéből és egy teljes hátsó lábból állt. A lelet a Chicagói Egyetem gyűjteményében található.

## Taxonómia

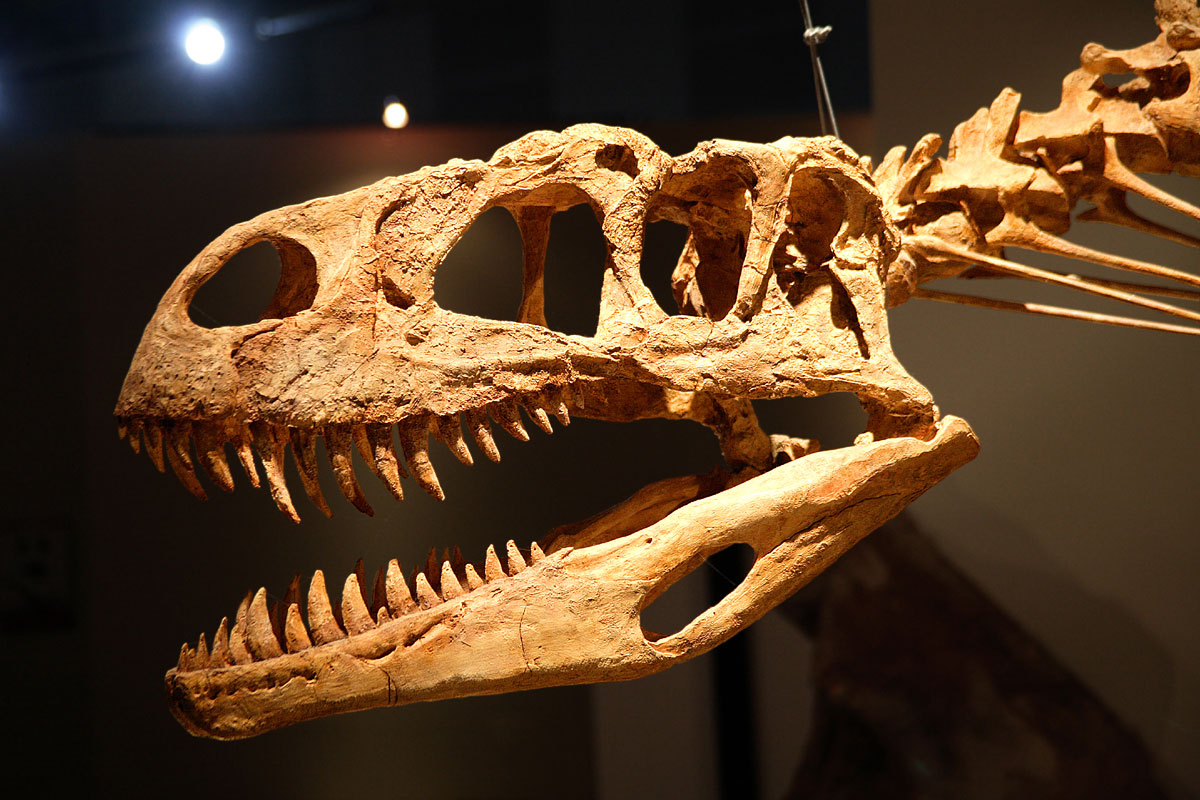
Az Afrovenator abakensis csontvázának másolata a Sydney-i Ausztrál Múzeumban (Australian Museum)

Az Afrovenator a legtöbb elemzés alapján a korábban szemétkosár-taxonként használt Megalosauridae családba tartozik, ami sok nagy méretű, nehezen osztályozható theropodát tartalmazott, de később megfelelő módon újradefiniálták, a Spinosauroidea öregcsaládba tartozó Spinosauridae család testvértaxonjaként.
Egy 2002-es, főként a noasauridákra koncentráló elemzés az Afrovenatort bazális megalosauridának találta. Ez az elemzés azonban figyelmen kívül hagyta a Dubreuillosaurus nemet (a korábbi Poekilopleuron valesdunesist), amely hatással lehet a kladogram Afrovenatorhoz közeli részére.
Egy újabb, teljesebb kladisztikai elemzés kimutatta, hogy az Afrovenator a Megalosauridae egyik alcsaládjába tartozik Eustreptospondylusszal és a Dubreuillosaurusszal együtt. Az alcsalád neve Megalosaurinae, illetve Eustreptospondylinae. Az utóbbi alcsalád tartalmazza a Piatnitzkysaurust is.
Az Afrovenator kapcsolatait illetően kevés alternatív elképzelés jelent meg.
Sereno eredeti leírása szerint az Afrovenator egy
bazális spinosauroidea (egy „torvosauroidea”), amely a
Spinosauridae és Megalosauridae családokon (avagy a „Torvosauridae” családon) kívül helyezkedik el.
Végül az Afrovenatort egy újabb tanulmány teljesen a Spinosauroidea öregcsaládon kívülre, inkább az Allosaurus rokonaként helyezte el. Ez az egyetlen tanulmány, ami erre a megállapításra jutott.

## Fordítás
- Ez a szócikk részben vagy egészben az Afrovenator című angol Wikipédia-szócikk ezen változatának fordításán alapul.  Az eredeti cikk szerkesztőit annak laptörténete sorolja fel. Ez a jelzés csupán a megfogalmazás eredetét és a szerzői jogokat jelzi, nem szolgál a cikkben szereplő információk forrásmegjelöléseként.